# Шака
 Тази статия е за града в Италия.  За зулуския владетел вижте Шака Зулу.  
Шака (на италиански: Sciacca) е морски курортен град и община в Италия, провинция Агридженто на остров Сицилия. Население 40 926 към 30 юли 2008 г. Градът е известен със своя карнавал. Празник на града е 2 февруари.